# Cut Up
Cut Up ist eine schwedische Death-Metal-Band aus Karlstad, die im Jahr 2014 gegründet wurde.

## Geschichte
Die Band wurde Anfang 2014 von dem Schlagzeuger Tobias Gustafsson und dem Bassisten und Sänger Erik Rundqvist gegründet, nachdem sich ihre vorherige Band Vomitory nach 24 Jahren Ende 2013 aufgelöst hatte. Auf die Suche nach weiteren Mitgliedern machte sich das Duo im Februar oder März 2014. Kurze Zeit später stießen der Gitarrist Anders Bertilsson und der Gitarrist und Sänger Andreas Björnson hinzu und vervollständigten die Besetzung. Bertilsson war zuvor bereits bei Coldworker aktiv gewesen und Björnson hatte bereits Erfahrung bei Fetus Stench gesammelt. Die erste gemeinsame Bandprobe fand am 8. April 2014 statt. In den folgenden Monaten schrieben sie an den ersten Liedern und probten diese, ehe sie sich im November desselben Jahres in die Big Balls Studios in Karlstadt begaben, um dort elf Lieder für das Debütalbum Forensic Nightmares aufzunehmen. Abgemischt und gemastert wurde das Material von Ronnie Björnström in den Garageland Studios in Umeå. Kurz nach Beendung der Aufnahmen unterzeichnete die Gruppe einen Plattenvertrag bei Metal Blade Records für die Veröffentlichung von mehreren Alben.

## Stil
Im Interview mit Patrick Schmidt im Magazin Nuclear Blast Magazin & Mai gab Tobias Gustafsson an, dass er den Großteil der Texte und Musik für Vomitory geschrieben habe. Schmidt merkte an, dass es bei Cut Up, im Gegensatz zu Vomitory, mehrstimmigen Gesang gibt. Sebastian Schilling vom Rock Hard fühlte sich beim Hören des Albums stark an Vomitory erinnert. Im Interview mit Schilling gab Gustafsson an, dass die Band versucht hat, durch den zweistimmigen Gesang die Musik intensiver zu gestalten. Zudem wolle man die Lieder abwechslungsreich gestalten, statt nur mit hoher Geschwindigkeit zu spielen, und man habe versucht „groovy und heavy“ zu klingen. Außerdem wolle man frisch klingen, ohne jedoch die Old-School-Death-Metal-Wurzeln zu verleugnen. Das erste Lied des Albums Enter Hell sei das letzte, das für Vomitory geschrieben worden sei. Eine Ausgabe zuvor hatte Schmidt Forensic Nightmares rezensiert und beschrieb die Musik als Fortsetzung von Vomitory, wenngleich die Gruppe Death Metal spiele, der „noch einen Zacken sägender, fokussierter und brutaler“ sei. In Remember the Flesh erinnere die Gruppe stellenweise an Slayer.

## Diskografie
- 2015: Forensic Nightmares (Album, Metal Blade Records)
- 2017: Wherever They May Rot (Album, Metal Blade Records)